# Třída Al-Boom
Třída Al-Boom je třída raketových člunů kuvajtského námořnictva postavená na základě typu TNC 45 německé loděnice Lürssen. Celkem bylo postaveno šest jednotek této třídy. Pět člunů bylo zničeno během války v Zálivu na počátku 90. let. V aktivní službě zůstala jediná přeživší loď v podobě člunu Al-Sanbouk, který také v letech 1994–1995 prošel modernizací.

## Stavba
Všech šest jednotek třídy postavila, na základě své typové řady TNC 45 (číslo značí délku trupu v metrech), německá loděnice Lürssen. Čluny Al-Boom, Al-Betteel, Al-Sanbouk, Al-Saadi, Al-Ahmadi a Al-Abdali byly dokončeny v letech 1983–1984.

## Konstrukce
Hlavňovou výzbroj po dokončení tvořil jeden dvouúčelový 76mm kanón OTO Melara v dělové věži na přídi a dva 40mm kanóny Breda-Bofors v dvouhlavňové věži. Údernou výzbroj tvoří čtyři francouzské protilodní střely MM40 Exocet. Al-Sanbouk má výzbroj doplněnu o dva 7,62mm kulomety. Radary jsou typů Sea GIRAFFE 50HC, Decca 1226C a 9LV-200. Pohonný systém tvoří čtyři diesely MTU. Nejvyšší rychlost dosahuje 41 uzlů.

## Operační služba
Pět ze šesti jednotek bylo zajato Iráčany po jejich invazi do Kuvajtu. Následně je během války v Zálivu zničilo letectvo spojenců. Pouze Al-Sanbouk dokázal uniknout do bezpečí a zůstal ve službě i po válce.